# Балтьер
Балтьер (яп. バルフレア Баруфурэа) — персонаж серии игр Final Fantasy, один из главных героев Final Fantasy XII, придуманный Ясуми Мацуно и нарисованный Акихико Ёсидой. В японской версии игр Балтьера озвучивает Хироаки Хирата, а в английской — Гидеон Эмери. Данный персонаж является одним из наиболее популярных среди фанатов Final Fantasy XII, а некоторые критики сравнивают его с Ханом Соло и Джеймсом Бондом.
В Final Fantasy XII Балтьер является воздушным пиратом; его сопровождает Фран, представительница вымышленной расы виер. Пытаясь выкрасть Магицит богини, они встречают Ваана, который опередил их. Таким образом, Балтьер вместе со своей спутницей оказывается втянутым в события игры, и становится одним из главных действующих лиц. Впоследствии выясняется, что его настоящее имя — Ффамран Миэд Бунанза (яп. ファムラン・ミド・ブナンザ Фамуран Мидо Бунандза) и что он сын доктора Сида, известного исследователя магицита.
Балтьер также появляется в Final Fantasy XII: Revenant Wings, Final Fantasy Tactics: War of the Lions (в качестве камео) и других играх.

## Внешний вид и черты характера
Балтьер — двадцатидвухлетний воздушный пират, капитан корабля «Штраль», путешествующий по миру вместе со своей помощницей Фран, представительницей вымышленной расы виер. Балтьер одет в жилетку золотого и оливкого цветов с богатой вышивкой, белую рубашку с высоким воротником, чёрные брюки в обтяжку и открытые сандалии тёмно-серого цвета. Он также неравнодушен к украшениям: в ушах у Балтьера яркие серьги, а на левой руке — несколько колец. Он достаточно высок (около 180 сантиметров), носит короткую стрижку, цвет его глаз — зелёный. В бою использует пистолет.
Хотя Балтьер не является главным героем Final Fantasy XII, зачастую он выходит на первый план, оставляя протагониста Ваана в тени благодаря харизматичности и уверенности в себе; иногда он сам называет себя «главным действующим лицом». Балтьер обладает острым умом и здравомыслием — он неохотно пускается в авантюры, если они не сулят ему выгоды. Он уверен в себе, иногда высокомерен, хитёр и ироничен. Вместе с тем, Балтьеру присуща галантность и обходительность — он вырос в благородной семье и является сыном учёного. Его благородное происхождение также подчёркивается практически полным отсутствием в речи неформальных и сленговых слов, в отличие, например, от Ваана или Пенело. Тем не менее, в некоторых критических ситуациях Балтьер проявляет отвагу и самопожертвование. Хотя он давно разорвал отношения со своим отцом, доктором Сидом, по мере развития сюжета он неоднократно вспоминает о том и сожалеет о случившемся. Изначально он присоединяется к силам Сопротивления потому, что надеется найти Осколок Заката. Однако узнав, что это лишь кусок нефицита, оставляет эту идею, не желая следовать по стопам отца, который сошёл с ума, исследуя минерал.

## Идея и создание
Дизайном Балтьера занимался Акихико Ёсида, который назвал этого персонажа своим самым любимым в Final Fantasy XII — художник изначально хотел создать героя, которым бы «восхищался». Ёсида отметил, что Балтьер — «совершенно новый персонаж», то есть для него не использовались в качестве основы действующие лица из предыдущих частей серии. Кроме того, по словам Ёсиды, персонажи Final Fantasy XII планировались таким образом, чтобы их внешний вид был совершенно необычным для реального мира. Например, дизайн брони Судьи, которую изначально носил Балтьер, включает в себя элементы доспехов, экипировку для горного велосипеда и некоторые футуристические элементы. В интервью, опубликованном в официальном руководстве Final Fantasy XII Ultimania Omega, Ёсида сообщил, что изначально в игру планировалось включить флэшбек, повествующий о детстве Балтьера, где он представал в очках. Однако впоследствии от этой сцены решено было отказаться.
В английской версии игр Балтьера озвучивает Гидеон Эмери, а в японской — Хироаки Хирата. Гидеон Эмери отметил, что во время работы успел даже «немного влюбиться» во Фран, напарницу Балтьера. Наиболее сложной задачей оказалось озвучить персонажа так, чтобы произносимые реплики были синхронизированы с мимикой и движениями губ, ведь изначально Балтьер говорил по-японски. Эмери проводил в кабине для прослушивания более четырёх часов; в целом ему потребовалось более 24 часов, чтобы записать все реплики. Гидеон добавил, что очень похож на своего героя по характеру и «сразу влюбился в него». По мнению Эмери, личность Балтьера представляет собой своеобразное смешение характеров Хана Соло, Джеймса Бонда и Джека Воробья: он галантен, но в то же время высокомерен. Актёр также заметил, что представить не мог, насколько популярным станет этот персонаж, и это помогло ему, так как иначе он бы «боялся не оправдать ожиданий фанатов». При подготовке к работе Гидеон не пытался подражать кому бы то ни было, желая сделать Балтьера уникальным; единственным источником вдохновения для него стали концептуальные рисунки и анимация персонажа.
Чтобы придать Final Fantasy XII небольшое сходство с вестерном, для анимации Балтьера методом захвата движения был приглашён актёр, снимающийся в фильмах этого жанра.

## Появления

### Final Fantasy XII
Между королевствами Ивалиса идёт война, но Балтьер и Фран, его напарница, предпочитают оставаться в стороне. Однако, пытаясь выкрасть Магицит богини из Королевского дворца Далмаски, они встречают Ваана, который опередил их. За Вааном уже увязалась погоня, и таким образом они оказываются замешанными в военный конфликт. По мере развития сюжета становится известно, что настоящее имя Балтьера — Ффамран Миэд Бунанза (яп. ファムラン・ミド・ブナンザ Фамуран Мидо Бунандза), и он сын доктора Сида. Устав от безумия своего отца, вызванного постоянным контактом с нефицитом, он покинул родной дом, оставив должность Судьи Империи Аркадии. Убегая, он угнал новейший прототип воздушного корабля, который затем модернизировал и назвал «Штраль». Со временем он стал воздушным пиратом и взял новое имя.
Вскоре за голову Балтьера была назначена награда, что привлекло внимание охотников за головами — в частности, Ба’Гамнана и его команды. После того, как Ваан встречает Балтьера, Ба’Гамнан похищает Пенело, надеясь таким образом выманить воздушного пирата, поскольку верит, что девушка важна для него (хотя на самом деле они незнакомы). Ваан обещает отдать Балтьеру Магицит, если тот согласится помочь ему спасти Пенело. Пират соглашается, и они, найдя Ба’Гамнана и его помощников, побеждают тех. Затем друзья встречают Аше, которая утверждает, что необходимо отправиться в Гробницу короля Рейтволла, прося Балтьера помочь. Изначально он отказывается участвовать в этом предприятии, но затем обнаруживает, что Аше пытается угнать его корабль. В конце концов, пират соглашается отвезти Аше и её спутников в Гробницу, надеясь найти в ней сокровища, однако отряд обнаруживает только древний артефакт — Осколок Заката.
Аше решает использовать нефицит как оружие для освобождения Далмаски, но не знает, как с ним обращаться. Она просит Балтьера сопроводить её в пустыню Джахара, надеясь на помощь гарифов. Балтьер со скептицизмом относится к этой идее, но в конце концов соглашается помочь, попросив кольцо Аше в качестве награды. Он обещает вернуть кольцо, как только найдёт нечто более ценное. Впоследствии Балтьер рассказывает друзьям о своём истинном происхождении и о том, что был Судьёй. Он также предостерегает Аше от воздействия нефицита, сводящего с ума, как это случилось с его отцом. Преследуя доктора Сида, отряд оказывается в Фаросе; здесь они сражаются с отцом Балтьера и побеждают его. Перед смертью Сид утверждает, что не жалеет о своих деяниях и отказывается помириться к сыном. Начинается битва над Рабанастром, в ходе которой Балтьер доставляет отряд на Воздушную крепость «Бахамут». Здесь друзьям удаётся остановить Вейна и Венат, но корабль, лишившийся энергии нефицита, грозит упасть на город. Ваан уводит своих спутников с «Бахамута», но Балтьер решает остаться на борту и попытаться увести корабль от города, расплатившись таким образом за грехи отца. Фран также остаётся с ним. По ходу игры Балтьер несколько раз называет себя «главным действующим лицом», утверждая, что это делает его неуязвимым, ведь главные герои всегда выживают. Тем не менее, он и Фран разбиваются вместе с Воздушной крепостью, и их считают погибшими, но впоследствии Балтьер возвращается за своим кораблём к Ваану и Пенело, а также оставляет записку для принцессы Аше. Ваан и Пенело узнают, что Балтьер и Фран отправились на поиски Тайника Глабадоса, и решают последовать за ними.

### Другие игры и сопутствующие товары
В Final Fantasy XII: Revenant Wings Балтьер и Фран разыскивают Тайник Глабадоса. Изначально друзья намереваются забрать сокровище, но, узнав правду, решают уничтожить его. В результате они вновь встречаются с отрядом Ваана и объединяются для борьбы с Крыльями правосудия. На этот раз Балтьер уходит в тень и оставляет роль «главного действующего лица» Ваану.
Балтьер появляется в качестве камео в Final Fantasy Tactics: War of the Lions, при этом сопродюсер Синго Косугэ отметил, что связь игры с миром Ивалис не случайна. Помимо этого, Балтьер появился в Itadaki Street Portable, Final Fantasy Record Keeper, Theatrhythm Final Fantasy: Curtain Call и манге по Final Fantasy XII, адаптированной Дзином Аму.
Планировалось, что Балтьер будет одним из важных действующих лиц в спин-оффе под кодовым названием Fortress, однако в 2009 году игра была отменена. Впоследствии сценарист Ульф Андерссон в интервью для GameSpot рассказал, что Балтьер должен был спасти главных героев в критический момент, как это сделал Хан Соло в четвёртом эпизоде «Звёздных войн».
Фигурки Балтьера продавались в Японии как часть набора, включающего других персонажей игры. В магазине Square Enix продаётся экшен-фигурка Балтьера; подобная продукция распространяется и через сайт Amazon. Помимо этого, в 2008 году Square Enix создала набор скульптурных композиций около 35 сантиметров в высоту, иллюстрирующих побег Балтьера и Фран из дворца Рабанастре.

## Отзывы и критика

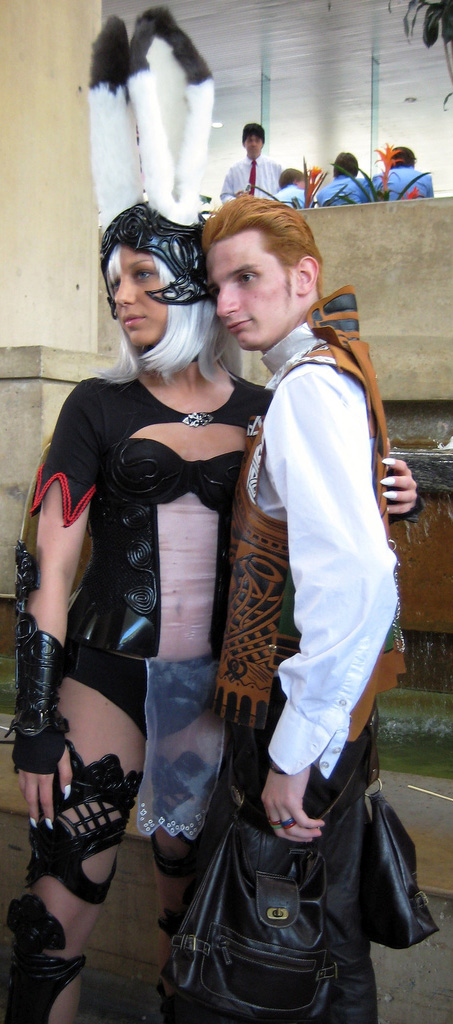
Косплей Балтьера и Фран

Впервые появившись в Final Fantasy XII, Балтьер был положительно встречен критиками и фанатами. Журналист GameSpy охарактеризовал его как «хитрого ублюдка», особенно отметив его постоянную иронию. Грег Касавин, обозреватель GameSpot, назвал Балтьера лучшим персонажем в игре и сравнил его с Ауроном из Final Fantasy X. Журналист сайта 1UP.com посчитал протагониста Final Fantasy XII Ваана «раздражающим», отметив, что дуэт Балтьера и Фран воспринимается значительно более положительно. В другом обзоре этого сайта было отмечено, что присутствие Балтьера сглаживает негативные эмоции из-за постоянно «встревоженного» Ваана. На сайте PSX Extreme также отмечалось, что хотя Ваан выступает в роли главного героя, зачастую он оказывается на вторых ролях, уступая уверенному в себе Балтьеру. Журналист сайта PALGN выразил уверенность в том, что Балтьер и Фран «войдут в историю как один из лучших дуэтов». На сайте PlayStation Universe отдельной похвалы удостоился Гидеон Эмери, озвучивающий Балтьера в английской версии.
Рецензент GameZone поместил Балтьера на десятую строчку чарта «Лучшие персонажи Final Fantasy», отметив, что по мере развития сюжета он становится не менее важным персонажем, чем Ваан. В аналогичном чарте по версии Kotaku Балтьер оказался на четырнадцатой строчке, рядом с Ауроном и Сажем из Final Fantasy XIII. Он также занял девятую позицию в списке «Двадцать пять лучших персонажей Final Fantasy» по версии IGN, обойдя других персонажей двенадцатой части. Редактор сайта отметил, что Балтьер делает «хорошую заявку» на статус главного героя, благодаря своей «эффектной внешности и ещё более эффектному остроумию». На сайте GamesRadar Балтьер и Фран были названы одной из лучших пар Final Fantasy благодаря своим отлично сбалансированным отношениям. Обозреватель Destructoid отметил, что мало кто из персонажей компьютерных игр обладает таким же острым умом и чувством здравого смысла, и пожелал, чтобы больше героев были похожи на него.
Балтьера также сравнивали с другими вымышленными персонажами. Так, один из критиков назвал его одним из своих самых любимых героев, отметив, что Балтьер напоминает Джеймса Бонда благодаря его ироничным репликам. Журналист сайта RPGFan также отметил, что голосом Балтьера мог бы говорить Бонд, описанный Яном Флемингом. Журналист GamesRadar заметил, что Балтьер «считает себя своеобразным Робином Гудом Ивалиса, хотя и не знает, кто это такой». Рецензент 1UP.com сравнил Балтьера и Фран с Ханом Соло и Чубаккой, известным дуэтом из вселенной Star Wars. Он добавил, что они представляются значительно более интересными, чем другие персонажи игр Final Fantasy последних лет. Аналогичная параллель была проведена и на сайте VideoGamer.com, где Балтьера сравнили с Ханом Соло, который также был своего рода воздушным пиратом. По мнению редактора 1UP.com, Балтьер внешне напоминает Альбуса, одного из персонажей Castlevania: Order of Ecclesia.

## Комментарии
1. ↑  Магицит — обогащённый магией минерал, использующийся в колдовстве[FFXII 1] и в качестве топлива для функционирования воздушных кораблей[FFXII 2].
2. ↑  Нефицит — это магицит, впитавший в себя Мглу. Изначально встречался только в природных условиях, но Сид сумел синтезировать его[9].
3. ↑  Гарифы — гуманоидная раса, важной частью культуры которой является магицит. Аше решает обратиться к одному из племён гарифов за помощью, надеясь, что они знают, как использовать нефицит[FFXII 19].